# Fronte (guerra)

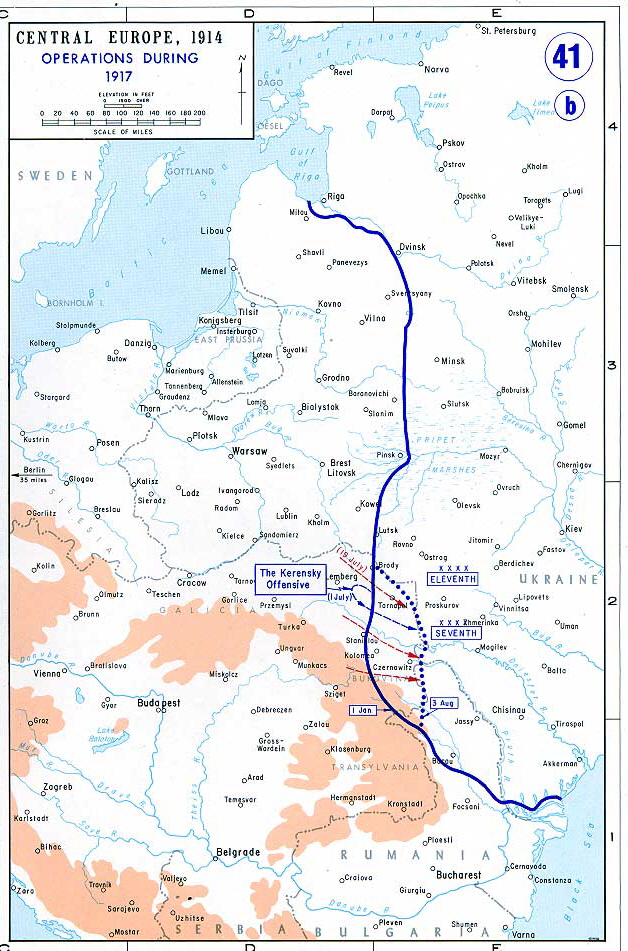
In blu, il fronte orientale (russo) durante la prima guerra mondiale: a sinistra della linea, le zone controllate da austriaci e tedeschi (Imperi centrali), a destra quelle in mano ai russi. Le frecce illustrano un'offensiva di Kerensky.

Il fronte (fino alla prima guerra mondiale si usava il femminile la fronte), nel lessico militare, è la linea lungo la quale si affrontano gli eserciti avversari che occupano due zone distinte e confinanti, e ne delinea i territori sotto controllo. Il tentativo di modificare la posizione del fronte si chiama offensiva. 
Un'offensiva riuscita porta ad uno spostamento di fronte. 
Il concetto si contrappone a quello di guerriglia, dove le forze avversarie si affrontano andando a colpire centri nevralgici del nemico per poi sparire fino all'attacco successivo.
Ci sono poi fronti intesi in senso figurato, come il Fronte Militare Clandestino formatosi a Roma nel 1943 fu un moto di resistenza militare delle truppe partigiane contro i nazisti, oppure il fronte interno, che rappresenta la situazione sociale dello stato in guerra, i contadini, i borghesi, etc.
Dopo la prima guerra mondiale il concetto di fronte si è modificato: mentre fino ad allora gli eserciti si sono prevalentemente affrontati su una linea più o meno continua, successivamente, grazie al potenziamento dei mezzi di trasporto, si è affermato il concetto di fronte mobile dove le truppe, con rapidi movimenti, sono in grado di cambiare lo schieramento.
Indica inoltre la disposizione dei soldati che si affiancano l'uno all'altro dando origine al fronte in fila, quando si dispongono in un'unica fila, o fronte per due, per tre, ecc. quando si dispongono a gruppi.

## Modi di dire
- Andare al fronte: recarsi nella zona ove hanno luogo i combattimenti.
- Capovolgimenti di fronte: contrapposizione di forze in cui la situazione cambia radicalmente, spesso dovuto ad un colpo di mano.